# Patxi Usobiaga

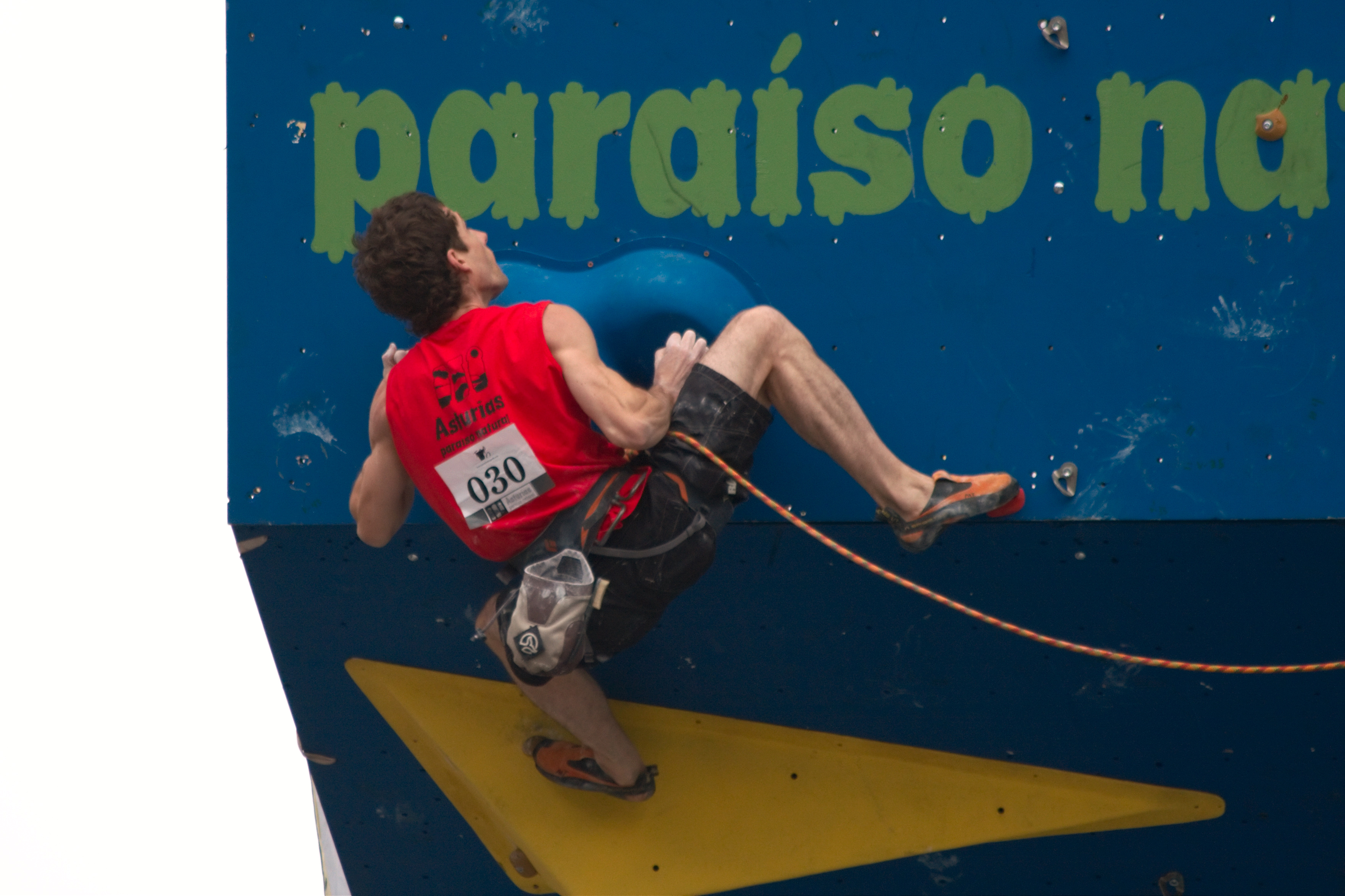
Patxi Usobiaga

Patxi Usobiaga, de son nom complet Patxi Usobiaga Lakuntza, né le 7 septembre 1980 à Eibar dans la province du Guipuscoa au Pays basque, est un grimpeur espagnol, spécialisé dans l'escalade libre de haute difficultés. Il est connu pour son palmarès en compétition d'escalade et en falaise pour ses répétitions de voies difficiles (notamment La Rambla, Biographie et Action directe).

## Palmarès en compétition
- Vice-champion du monde en 2003 à Chamonix
- Vice-champion du monde en 2005 à Munich
- Vice-champion du monde en 2007 à Aviles (Espagne)
- Champion du monde en 2009 à Qinghai (Chine)

- Champion d'Europe en 2008 à Paris

- Vainqueur des Rock Master d'Arco (Italie) en 2008
- Coupe du monde d'escalade :
  - vainqueur global en 2006 et 2007
  - victoire à Édimbourg en 2003
  - victoire à Marbella en 2006
  - victoire à Valence (France) en 2007
  - victoire à Chamonix en 2009

- Jeux mondiaux : victoire à Duisbourg (Allemagne) en 2005

## Réalisations en falaise
- Novena Enmienda 9a+
- La Rambla (Siurana) 9a+
- Biographie (Céüse) 9a+
- Fuck the System 9a
- Fabela pa la Enmienda 9a
- Esclatamaster 9a
- Faxismoaren Txontxongiloak 9a
- Mendeku 9a
- Ini Ameriketan 9a
- Il Domani 9a
- Kinematix 9a
- Psikoterapia 9a
- Begi Puntuan 9a
- Action directe (Frankenjura) 9a

### À vue
- Bizi Euskaraz 8c+
- Mosca Cullonera 8c ht
- Gaua 8c
- Pata Negra 8c
- Mas de Veinte 8b+